# Gynoplistia narkale
Gynoplistia narkale är en tvåvingeart som beskrevs av Günther Theischinger 1993. Gynoplistia narkale ingår i släktet Gynoplistia och familjen småharkrankar. Inga underarter finns listade i Catalogue of Life.